# Deux Victimes
Deux Victimes est une nouvelle de Marcel Aymé, parue dans Marianne en 1933.

## Historique
Deux Victimes est une nouvelle de Marcel Aymé, parue dans Marianne n° 62, le 27 décembre 1933.

## Résumé
M. Vachelin chérissait la vertu et lorsqu'il apprend que deux femmes attendent un enfant de son fils, il décide de sévir...